# Kampf um Megara
Der Angriff auf Megara war eine Operation der Streitkräfte Athens während des Peloponnesischen Krieges im Jahre 424 v. Chr. Nach Eingreifen einer peloponnesischen Entsatzarmee endete sie mit einem Patt: Athen eroberte den Hafen Nisaia, nicht aber die Stadt.

## Der Streit
Der Beschluss Athens zum Handelsboykott gegenüber seiner Nachbarstadt Megara (Megarisches Edikt) war einer der Streitpunkte, die 431 v. Chr. zum Ausbruch des Peloponnesischen Kriegs führten.
Um seine Seeverbindung zu sichern, hatte Megara seine Mauern nach athenischem Vorbild bis zum Hafen Nisaia an der Küste des Saronischen Golfs gezogen. Ende 429 v. Chr. nutzte der spartanische Feldherr Brasidas diesen Hafen zu einem Überfall auf die Insel Salamis zwischen Athen und Megara, der ihn in unmittelbare Nähe des Piräus brachte. Die Athener waren durch diesen unerwarteten Anschlag auf ihre nächstgelegene Insel völlig überrascht und betrachteten Megara und Nisaia danach als eine noch stärkere Bedrohung.
Eine erste Reaktion erfolgte im Sommer 427, als der attische Feldherr Nikias die Insel Minoa unmittelbar vor Nisaia besetzte und einen Wachturm errichtete, um den verdächtigen Hafen künftig aus nächster Nähe observieren zu lassen.

## Der Verrat
Der Verbleib im Peloponnesischen Bund erwies sich für die Handelsstadt Megara immer mehr als eine Last, und in der Stadt regten sich Zweifel, ob weiterer Widerstand sinnvoll sei. Die Führer der Volkspartei zogen daher einen Bündnisumschwung zugunsten Athens in Erwägung, zumal die Langen Mauern gegenüber dem peloponnesischen Bundesheer eher Sicherheit zu versprechen schienen als gegenüber der attischen Flotte. Schließlich nahmen sie Kontakt zu den athenischen Feldherren Demosthenes und Hippokrates auf, um ihnen die Stadt zuzuspielen.

## Der Überfall

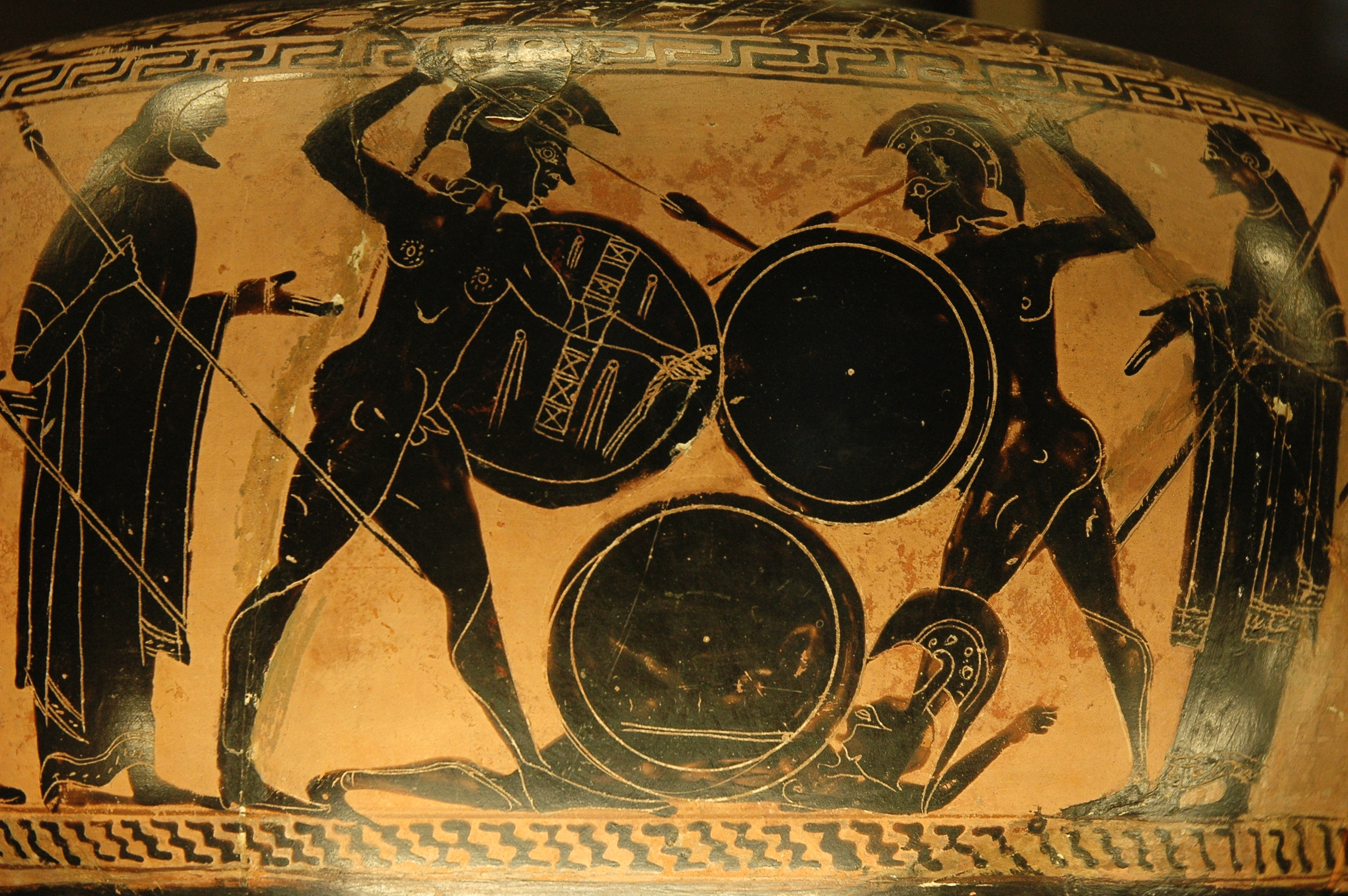
Hoplitenkampf

Entsprechend dem vereinbarten Plan fuhren die Athener in der Nacht nach Minoa, um von dort zuerst die Langen Mauern einzunehmen und so die peloponnesische Besatzung in Nisaia am Eingreifen zu hindern. Mit einer List gegenüber den Wachhabenden öffneten die Verschwörer das Tor und ließen die ganz in der Nähe lauernden Athener hinein. Als erste durchquerten es die Plänkler aus Plataiai und die Epheben unter dem Befehl des Demosthenes und danach etwa 600 Hopliten unter Hippokrates. Die Athener besetzten sofort die Mauern, und die peloponnesischen Wächter, soweit sie noch nicht getötet worden waren, flüchteten sich in die Zitadelle von Nisaia.

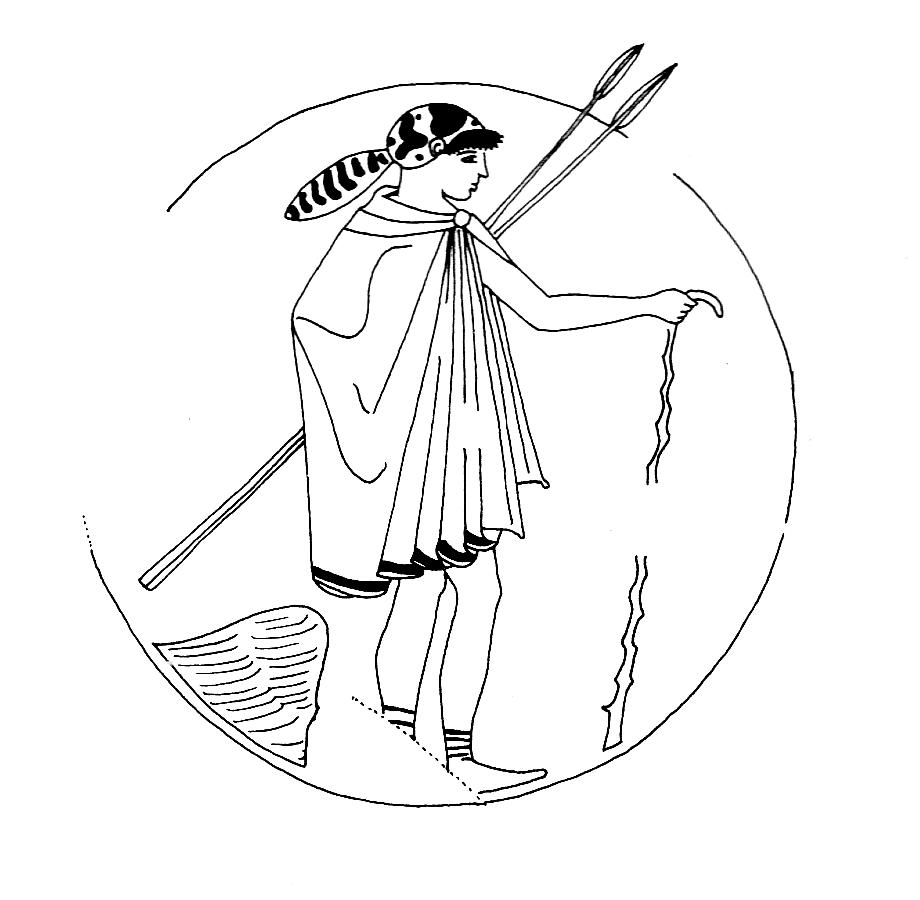
Ephebe

Nachdem man in Megara aufmerksam wurde, suchten die Verschwörer in der Stadt, ihre Mitbürger von der Notwendigkeit eines Ausfalls zu überzeugen, um auch hier die Tore zu öffnen. Als jedoch ein Mitwisser den Anschlag verriet, wurde anders entschieden, und die Tore blieben verschlossen. Die Athener, die über Nacht ihr gesamtes Heer mit 4.000 Hopliten und 600 Reitern über die Straße von Eleusis vor die Stadt gebracht hatten, wandten sich daraufhin gegen Nisaia, um es mit einer rasch errichteten Straßensperre zu blockieren. Die Peloponnesier in der Zitadelle, ohne Nahrungsreserven und im Glauben, von den Megarern verraten zu sein, verloren die Hoffnung auf Rettung und ergaben sich am folgenden Tag.

## Der Aufmarsch

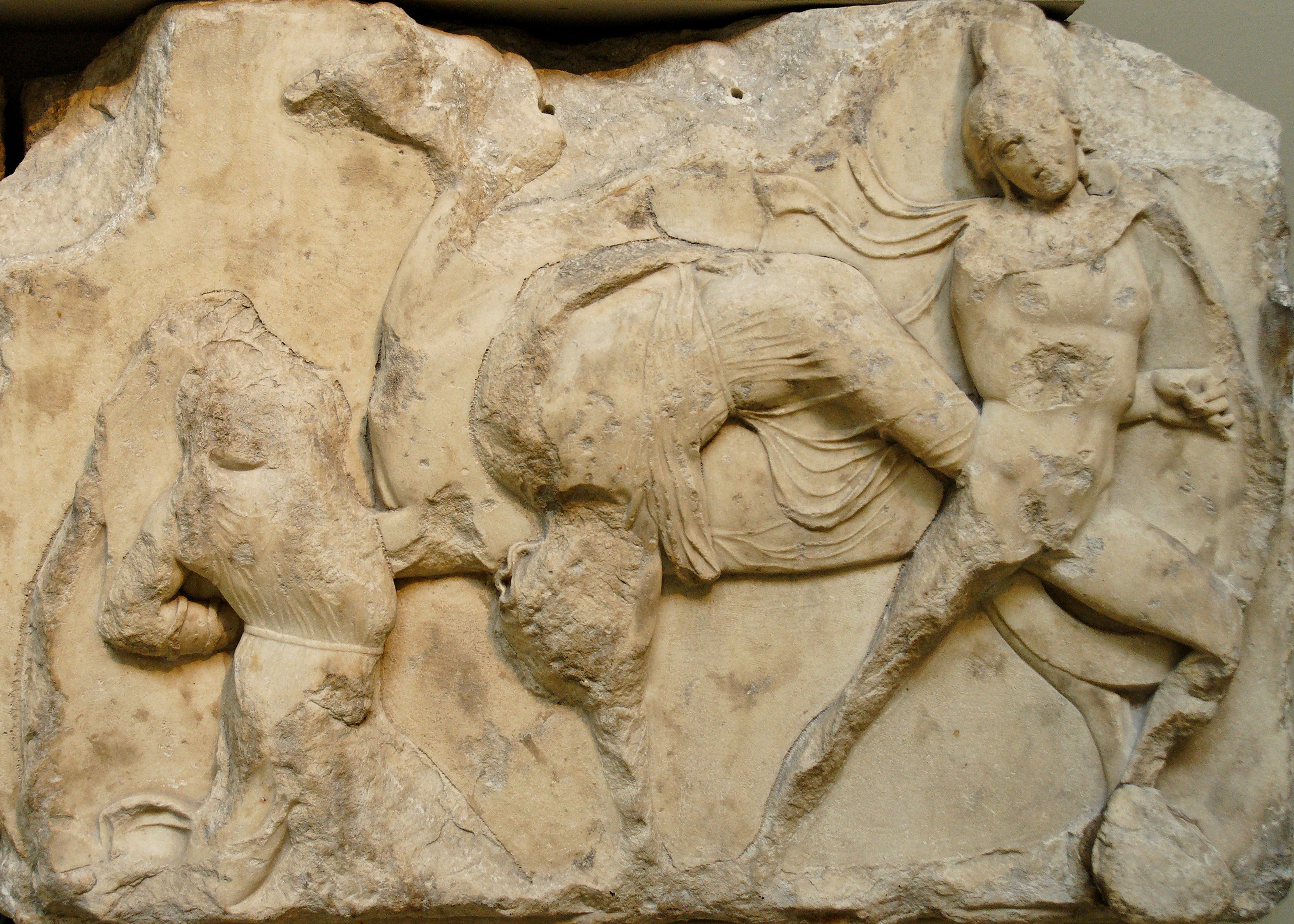
Reiterschlacht

Inzwischen war jedoch der Feldherr Brasidas, der mit einem Heer bei Korinth lagerte, aufmerksam geworden und näherte sich, wobei er mit 300 Auserlesenen vorauseilte. Uneinig und unschlüssig, weigerten sich die Megarer jedoch, ihn einzulassen. Am folgenden Morgen traf von Norden ein Heer der Boioter mit 2.200 Hopliten und 600 Reitern ein. Nachdem die boiotische Reiterei die attischen Plänkler in der Ebene überraschte und an die Küste zurücktrieb, rückten die attischen Kavalleristen ihrerseits aus und lieferten ein längeres Reitertreffen, in dem sie zwar den boiotischen Reiterführer töteten, aber sonst keinen entscheidenden Vorteil erzielen konnten.
Nachdem auch Brasidas seine Hauptmacht mit 2.200 Hopliten aus Korinth, 600 aus Sikyon und 400 aus Phleius herangeführt hatte, standen sich die drei Heere in der Ebene gegenüber, ohne dass eine Seite einen Angriff wagte. Die verbündeten Peloponnesier und Boioter hatten mit über 6.000 Hopliten zwar einen numerischen Vorteil, aber da die Athener sich geschickt entlang der Langen Mauern von Megara und Nisaia aufstellten, mussten sie die Schützen auf den Zinnen fürchten.

## Der Rückzug
Die athenischen Feldherren gaben sich schließlich als Erste mit dem Erreichten zufrieden und befahlen den Rückzug hinter die Mauern von Nisaia. Danach kam es auch in Megara zu einer Klärung, und man entschied, Brasidas einzulassen. Die Köpfe der Verschwörung suchten das Weite, und die übrigen mühten sich um eine mit Eiden bekräftigte Aussöhnung. Als sich jedoch bald darauf in der Stadt eine strenge Adelsherrschaft etablierte, wurden hundert Männer zum Tode verurteilt und hingerichtet.

## Die Rückeroberung
Die Langen Mauern wurden von den Megarern bereits im Winter 424/23 zurückerobert und bis auf den Grund niedergelegt, um die latente Versuchung zum Seitenwechsel endgültig im Keim zu ersticken.
Nisaia blieb dagegen auch während des Nikiasfriedens in attischer Hand, bis es 409 durch einen Überraschungscoup der Megarer wieder verloren ging. Die Athener sandten daraufhin die Feldherren Leotrophidas und Timarchos mit 1.000 Hopliten und 400 Reitern. Obwohl sie gegen die ausrückenden Megarer in der Minderzahl waren, siegten sie. Bei der Verfolgung zeigten die Athener ihre Erbitterung über den Verlust des Hafens, indem sie eine große Zahl von Megarern erschlugen, während sie die Spartaner entkommen ließen, von denen nur 20 fielen.
Bei der Schlacht von Megara zeichneten sich die Brüder Platons, Adeimantos und Glaukon, durch besondere Tapferkeit aus.

## Das Ergebnis
Athen hatte wegen einer unbedeutenden Handelskonkurrenz einen Konflikt begonnen, der entgegen den Vorhersagen des Perikles in eine Katastrophe mündete, an deren Ende der  Totalverlust des Reiches stand. Megara wurde durch den langjährigen Konflikt nachhaltig geschädigt und hatte nach dem Krieg, obwohl es zu den Siegern gehörte, seine frühere Bedeutung fast vollständig eingebüßt.